# Файстмантль, Йозеф
Йозеф Файстмантль (нем. Josef Feistmantl; 23 февраля 1939, Абзам, Австрия — 10 марта 2019) — австрийский саночник, выступавший за сборную Австрии в середине 1950-х — начале 1970-х годов. Принимал участие в двух зимних Олимпийских играх, на играх 1964 года в Инсбруке, соревнуясь в мужских парных заездах, выиграл золотую медаль.
Йозеф Файстмантль пять раз становился призёром чемпионатов мира, в его послужном списке одна золотая награда (1969), две серебряные (1959, 1970) и две бронзовые (1967, 1971) — всё в одиночных заездах среди мужчин. Трижды спортсмен получал подиум чемпионатов Европы, один раз был первым (1967) и два раза вторым (1954, 1962) — все три медали в парных заездах.
На церемонии открытия зимних Олимпийских игр 1976 года вместе со своей соотечественницей, горнолыжницей Кристль Хас, зажигал Олимпийский огонь. В 2005 году Международной федерацией санного спорта Файстмантль вместе с немецким саночником Хансом Ринном был зачислен в Зал славы.